# Matt Bevin
Matthew Griswold Bevin, detto Matt (Denver, 9 gennaio 1967), è un politico e imprenditore statunitense, governatore del Kentucky dal 2015 al 2019.

## Biografia
Nato a Denver, in Colorado, secondo di sei figli, è cresciuto nella cittadina rurale di Shelburne, nel New Hampshire, in una piccola fattoria riscaldata da stufe a legna e in cui si allevava bestiame. Suo padre Avery lavorava in una falegnameria e la madre, Louise, era part-time in un reparto di ricoveri ospedalieri.
Inizialmente ha frequentato una piccola scuola cristiana, in terza media Bevin si è iscritto alla Gould Academy, una scuola superiore privata oltre il confine di stato a Bethel, nel Maine. Ha quindi frequentato la Washington e la Lee University a Lexington, in Virginia, con una borsa di studio, ha studiato anche all'estero, in Giappone, e si è laureato in Studi dell'Asia orientale nel 1989.
Dopo aver completato in otto settimane un giro in bicicletta di 6.100 km (dall'Oregon alla Florida), Bevin si è arruolato nell'esercito degli Stati Uniti. conseguendo il grado di capitano.

### Attività professionale
Congedatosi nel 1993, Bevin ha lavorato come consulente finanziario per la SEI Investments Company in Pennsylvania e Boston, quindi ha ricoperto il ruolo di vicepresidente presso Putnam Investments.  Nel 1999 gli è stata offerta una partecipazione nella National Asset Management e quindi si è trasferito nel Kentucky per assumere l'incarico. Dopo la vendita dell'azienda nel 2003, Bevin ha riunito un gruppo di manager della National City Corp. per fondare Integrity Asset Management.  La società gestiva oltre 1 miliardo di dollari in investimenti quando Bevin l'ha venduta a Munder Capital Management del Michigan nel 2011.
Nel 2011 Bevin ha cominciato anche ad occuparsi della società di famiglia e in difficoltà finanziarie con 166.000 dollari di tasse non pagate, la Bevin Brothers Manufacturing Company di East Hampton, nel Connecticut.  Fondata nel 1832 dal trisavolo di Bevin e rimasta continuamente in famiglia da allora, Bevin Bros. è l'ultima azienda americana che produce esclusivamente campane.  La famiglia Bevin ha deciso che Matt era l'unico ad avere il senso degli affari e gli strumenti finanziari per mantenere la società solvente. Nell'arco di un anno le tasse erano state pagate. Il 27 maggio 2012 un fulmine ha provocato un incendio che ha distrutto la fabbrica. oltre al disastro anche i furti: i ladri hanno portato via 4.500 campane. Bevin ha promesso di ricostruire l'azienda, alla fine di giugno 2012 il governatore del Connecticut, Dannel Malloy, ha annunciato che Bevin Brothers avrebbe ricevuto 100.000 dollari in sovvenzioni dal programma statale Small Business Express per aiutare lo sforzo di ricostruzione.  Affiancato dal senatore Richard Blumenthal, nel luglio 2012 Bevin ha dichiarato che avrebbe venduto souvenir (tra cui magliette, campane e mattoni recuperati dalla fabbrica sventrata) per raccogliere fondi aggiuntivi per la ricostruzione.  Nel settembre 2012 l'azienda ha ripreso la produzione, ancora limitata, in una sede temporanea.
Bevin è anche partner di Waycross Partners, una società di gestione degli investimenti a Louisville, Kentucky.